# Onze-Lieve-Vrouw-Onbevlekt-Ontvangenkerk (Egmond aan Zee)
De Onze-Lieve-Vrouw-Onbevlekt-Ontvangenkerk is voormalige een rooms-katholieke kerk aan de Wilhelminastraat in Egmond aan Zee.
Egmond aan Zee had tot aan het begin van de 20e eeuw geen eigen kerkgebouw. De rooms-katholieke burgers gingen ter kerke in het naburige Rinnegom. Dankzij de financiële steun van een rijke familie kon in 1905 in Egmond aan Zee zelf een kerk worden gebouwd. De architect was Albert Margry. Hij ontwierp een kleine eenbeukige kerk in neoromaanse stijl, met een kleine toren aan de voorzijde. Een beeld van Maria hangt boven de ingang. Op de glas-in-loodramen staan belangrijke Nederlandse heiligen afgebeeld. 
In de jaren 1950 werd overwogen naast deze kerk nog een grotere kerk te bouwen, met name omdat er veel gelovige toeristen kwamen. In de jaren 1960 liep het kerkbezoek echter sterk terug en zijn de plannen niet meer uitgevoerd. 
De kerk is gerestaureerd, waarbij enkele beelden van heiligen zijn teruggeplaatst die in de jaren 1960 waren verwijderd. De kerk was in gebruik bij de Onze-Lieve-Vrouw Onbevlekt Ontvangenparochie, maar werd gesloten vanwege het afnemende aantal bezoekers. De laatste dienst was op 1 september 2019.
De Onze-Lieve-Vrouw Onbevlekt Ontvangenkerk is een gemeentelijk monument.

## Referentie
- Stichting historisch Egmond - R.K. Kerk Maria Onbevlekt Ontvangen

1. ↑  Noordhollands Dagblad - Pijn, maar ook begrip